# 비닐론

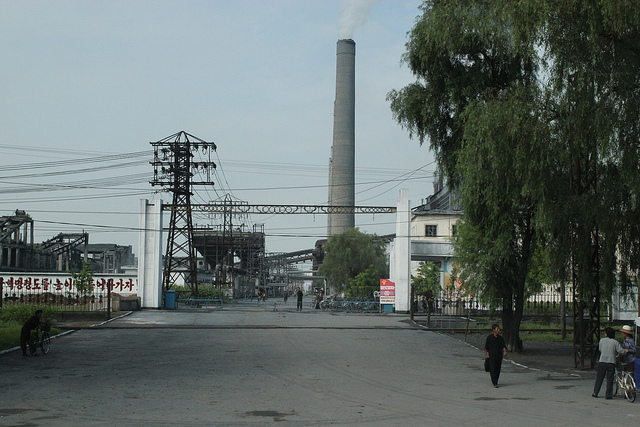
흥남구역 비날론공장단지의 입구 (2010년 2월 8일)

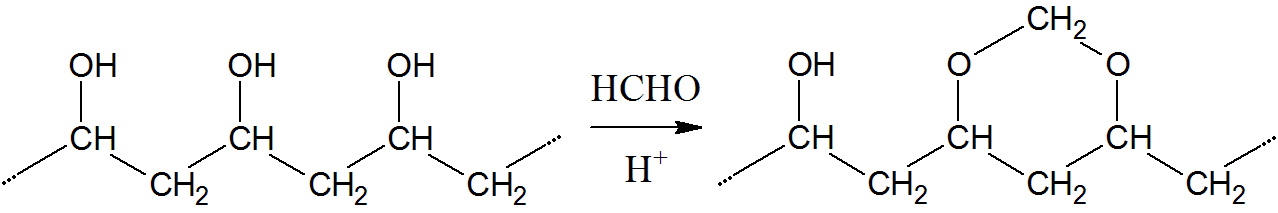
비닐론의 합성

비닐론(Vinylon) 또는 비날론(Vinalon)은 무연탄과 석회석을 변형 없이 그대로 이용하여 폴리바이닐 알코올(PVA)과 폼알데하이드의 반응에서 얻어낸 합성 섬유이다. 화학적으로는 폴리비닐포르말(PVF)이다.
비날론은 1939년 일본의 과학자 사쿠라다 이치로, 리승기, 카와카미 히로시가 처음 개발하였다. 하지만 이 섬유의 본격적인 생산은 리승기가 1950년 한국 전쟁 중 조선민주주의인민공화국으로 월북하고 나서야 이루어졌다. 시험 생산이 1954년에 이루어지기 시작하여 1961년에 함흥에 대형 비날론 단지가 설립되었다. 비닐론이 북한에 널리 쓰이기 시작하자 이를 주체 철학의 성공의 한 본보기로 선전하며 주체섬유로 알려지게 되었다.

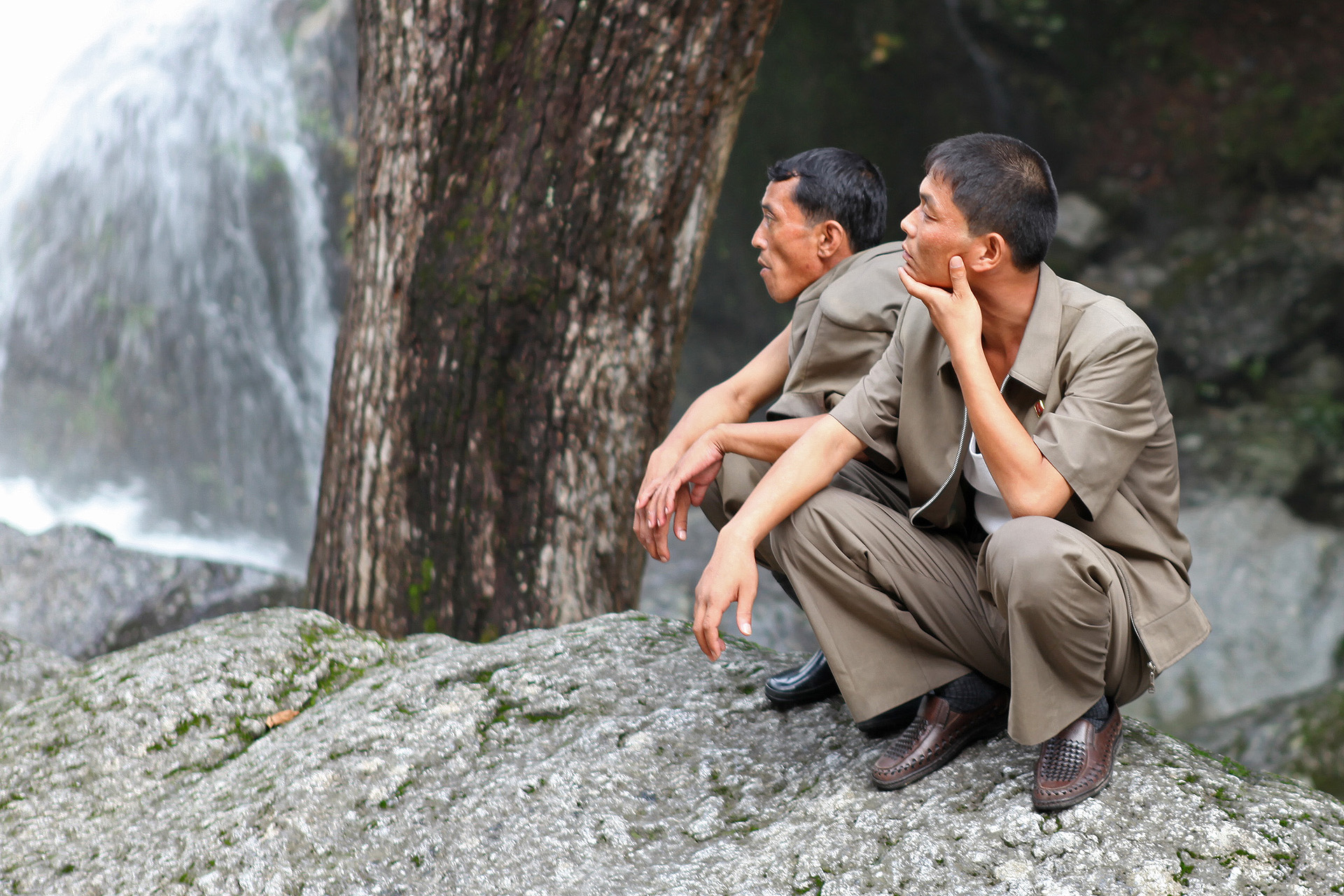
비닐론으로 제작한 옷을 입은 북한의 남성들

비닐론은 북한에서 의류 외에도 신발, 로프, 이불 솜 등에도 사용된다.